# 인천용현남초등학교
인천용현남초등학교(仁川龍現南初等學校)는 대한민국 인천광역시 미추홀구에 있는 공립 초등학교이다.

## 연혁
- 1985년 2월 19일 : 인천용현남국민학교 설립 인가

- 1985년 3월 1일 : 인천용현남국민학교 개교(11학급)
- 1996년 3월 1일: 인천용현남초등학교로 이름을 바꿈.

- 1999년 3월 1일 : 자월분교장, 자월분교병설유치원 본교 통합 관할

(1919년 2월 22일)사립 진명학교로 발족
(1946년 10월 17일)자월 공립 국민학교로 인가
(1996년 3월 1일)자월초등학교로 교명 변경
- 2009년 3월 1일 : 인천시교육청 ICT 활용교육(사이버가정학습)시범학교 지정

3월 30일 : 교육과학기술부 그린스쿨 선정
5월 21일 : 용현남 해다미 숲 준공
12월 16일 : 인천광역시 e-스쿨 우수학교 표창 수상
- 2010년 8월 9일 : 2010대한민국학생창의력올림피아드 대회 금상 수상

11월 30일 : 2010학교평가 우수학교 선정
12월 31일 : 2010과학교육 우수학교 선정
- 2011년 1월 31일 : 교육과학기술부장관 표창(2010년 대한민국 좋은학교 박람회)

2024년 1월 9일 : 제 38회 졸업식 (졸업생 210명)